# Манастир Дробњаци
Манастир Дробњаци је манастир Београдско-карловачке митрополије Српске православне цркве.
Манастир је посвећен икони Пресвете Богородице »Тројеручица« чије име и носи. Налази се у засеоку Дробњаци надомак Рипња, у подножју Авале на улазу у Малу Иванчу удаљен три километра од центра Мале Иванче у близини Језера Трешња. У близини је старе железничке постаје и 200 m од тунела. У ваздушној линији удаљен је 25 km од самог центра Београда, а путем 35 km. Године 2020. још је у изградњи, иако је црква већ завршена и у употреби. Сестринство манастира састоји се од две монахиње и једне искушенице.
На дан светих мученика Хризанта и Дарија и преподобног Симеона Дајбабског, 1. априла 2015. године, чин освећења камена темељца храма у манастиру Иконе Пресвете Богородице Тројеручице служио је Његово Преосвештенство Епископ топлички господин Арсеније, тадашњи викар Патријарха српског; потоњи епископ Нишки.